# موریس دو بونسن
موریس دو بونسن (انگلیسی: Maurice de Bunsen; ۸ ژانویهٔ ۱۸۵۲ – ۲۱ فوریهٔ ۱۹۳۲) نظامی، دیپلمات و سیاستمدار اهل بریتانیا بود.